# Brandschutzkonzept
Ein Brandschutzkonzept ist ein Dokument, welches die Gesamtheit aller erforderlichen Brandschutzeigenschaften eines Gebäudes, einer baulichen Anlage oder eines Teils davon zum Zeitpunkt der Erstellung des Konzepts beschreibt. Im Zuge der Entstehung entwickelt es Vorgaben zum Brandschutz und kann auch deren Umsetzung beschreiben. Aus einem Brandschutzkonzept können weitere notwendige Regelungen für ein Gebäude abgeleitet werden, wie etwa eine Brandschutzordnung oder eine Brandfallmatrix.

## Allgemeines
Die Erstellung eines Brandschutzkonzeptes für ein Gebäude ist dann erforderlich, wenn
a) von den baurechtlichen Anforderungen abgewichen werden soll
b) oder es sich um ein Gebäude besonderer Art und Nutzung (zum Beispiel Industriebau, Sportstadion, Mehrzweckhalle, Krankenhaus etc.) handelt.
Aufgestellt wird ein solches Brandschutzkonzept von einem Fachplaner, wobei der Begriff „Fachplaner“ rechtlich nicht geschützt ist. Dabei kann es sich um spezielle Brandschutzfachingenieure, Feuerwehrleute der höheren Dienstgrade, oder jeden beliebigen (Bau-)Ingenieur mit entsprechender Qualifikation handeln. Die Qualität des Brandschutzkonzeptes hängt dabei in hohem Maße von der Qualifikation des Planers ab.
In Bayern muss ein Brandschutzkonzept (gem. Art. 62b Abs. 2 Satz 3 BayBO) für Sonderbauten und für Gebäude der Gebäudeklasse 5 durch einen Prüfsachverständigen für Brandschutz bescheinigt oder bauaufsichtlich geprüft sein.
Als Bestandteil integraler Projektierung für die Gebäudeplanung, ob Neubau oder Sanierung, werden in Übereinstimmung mit den Bauordnungen, den Richtlinien, der Bauaufsicht und der Feuerwehr entsprechende Konzepte des Brandschutzes entwickelt.
Ein Brandschutzkonzept sollte immer aus Planunterlagen und einem Erläuterungsbericht mit Textteil und gegebenenfalls tabellenförmiger Festlegung von Anforderungen bestehen.
Für den Textteil haben sich folgende Hauptüberschriften bewährt:
1. Vorbemerkung, Einleitung
2. Liegenschafts- und Gebäudeanalyse
3. Schutzziele
4. Risikoanalyse
5. Brandschutzmaßnahmen
6. Brandschutznachweis
  1. Einsatz Feuerwehr
  2. Baulicher Brandschutz
  3. Flucht- und Rettungswege, Personenschutz
  4. Anlagentechnischer Brandschutz, Haustechnik
  5. Betrieblich organisatorischer Brandschutz

Brandschutzkonzepte beschreiben alle Maßnahmen, die ein Brandereignis verhindern oder die Auswirkungen auf ein möglichst geringes Maß begrenzen sollen. Dabei sollen die folgenden Schutzziele erreicht werden:
1. Vorbeugung der Entstehung eines Brandes
2. Begrenzung der Ausbreitung von Feuer und Rauch
3. Eigen- und Fremdrettung der Gebäudenutzer (Mensch und Tier)
4. Ermöglichung wirksamer Löscharbeiten

Daneben können sich aus wirtschaftlichen Überlegungen heraus besondere Schutzziele ergeben:
1. Schutz von Bausubstanz und Struktur des Gebäudes (Denkmalschutz)
2. Schutz des immateriellen Gebäudeinhaltes (Kulturgüter usw.)
3. Schutz des laufenden Betriebes (z. B. Militärische Sicherheit, Datensicherungen)
4. Schutz vor Betriebsausfällen, welche nicht oder nur räumlich und zeitlich begrenzt hingenommen werden können (etwa in Forschungseinrichtungen).

Die allgemeinen Schutzziele werden durch öffentliche Interessen bestimmt, die besonderen Schutzziele liegen vorrangig in wirtschaftlichen Interessen. Vereinfacht beschreibt ein Brandschutzkonzept die zu realisierende Summe von aufeinander abgestimmten Maßnahmen, um die zu erwartenden Brandschäden auf ein geringes Maß zu reduzieren.
Ein Brandschutzkonzept ist eine Entscheidungshilfe und legt fest, welche Maßnahmen zu treffen sind. Es muss von Behörden, Bauherren, Betreibern und Versicherern akzeptiert werden können und sollte ein ausgewogenes Kosten-Nutzen-Verhältnis aufweisen. Es besteht immer aus verschiedenen Brandschutzeinrichtungen und organisatorischen Maßnahmen, deren Auswahl von den möglichen Brandszenarien, vom festgelegten Schutzziel und vom akzeptierten Schaden aus Sicht der oben genannten Schutzziele anhängig ist.
Erfolgreich ist ein Brandschutzkonzept nur dann, wenn es bei einem Brand oder in realitätsnahen Brandversuchen oder Simulationen gezeigt hat, dass es in der Brandverlaufskette einen wesentlichen Effekt zur Verknüpfung des Brandes bzw. zur Erreichung der gewünschten Schutzziele gezeigt hat. Dazu können theoretische, physikalische Überlegungen nicht ausreichen, sodass auch Simulationen als wahrscheinlichkeitstheoretische Nachweise eine wichtige Rolle spielen können.

## Grundsätze
Ein durch den Bauherrn bzw. Betreiber eines Gebäudes oder von diesen beauftragte Fachplanern aufgestelltes Brandschutzkonzept sollte Einzelmaßnahmen aus vorbeugendem baulichem sowie anlagentechnischem Brandschutz, organisatorischem (betrieblichem) Brandschutz und abwehrendem Brandschutz beinhalten.
Unter Berücksichtigung der Nutzung, des Brandrisikos und des zu erwartenden Schadenausmaßes werden im Brandschutzkonzept die Einzelkomponenten und ihre Verknüpfung im Hinblick auf die Schutzziele beschrieben.
Im Rahmen des Brandschutzkonzeptes ist der Erreichungsgrad der definierten Schutzziele zu bewerten. Das Brandschutzkonzept muss auf den Einzelfall abgestimmt sein, wobei Ingenieurmethoden des vorbeugenden Brandschutzes hilfreich sein können. Schutzziele im Sinne des Brandschutzkonzeptes können aus den öffentlich-rechtlichen Vorgaben sowie den Vorstellungen der Bauherren, Betreiber und Versicherer abgeleitet werden.
Die Einhaltung der Anforderungen an den Brandschutz ist nach näherer Maßgabe der Bauordnungen der Länder nachzuweisen (Brandschutznachweise). Diese Brandschutznachweise werden den unterschiedlichen Bauordnungen der Länder entsprechend geprüft oder ungeprüft als Bestandteil der Bauvorlagen bei der Errichtung baulicher Anlagen herangezogen. Die Visualisierung der Brandschutznachweise ist bei brandschutztechnisch anspruchsvollen Bauvorhaben sowohl dem Errichter ein wichtiges Hilfsmittel, erforderliche raumabschließende Bauteile und Öffnungsverschlüsse dem Brandschutzkonzept entsprechend auszuwählen, als auch dem Betreiber, deren Funktion zu erhalten.
Für Arbeitsstätten ist darüber hinaus die Arbeitsstättenverordnung mit den Technischen Regeln für Arbeitsstätten (ASR) einzuhalten. Diese stellt beispielsweise höhere Anforderungen an die Gestaltung von Flucht- und Rettungswegen als die Bauordnungen der Länder.